# Géohistoire
Pour le magazine bimestriel, voir GEO Histoire.
La géohistoire est une branche de la géographie qui étudie la construction des espaces sur la longue durée. Elle pose comme hypothèse que ces événements[Quoi ?] sont à la fois la cause de la création des espaces, des territoires et des réseaux, mais aussi que ces derniers sont acteurs du processus historique dans la mesure où ils sont une condition nécessaire au déroulement de l'histoire dans des lieux[pas clair].
Le terme « géohistoire » est un néologisme créé par l'historien Fernand Braudel.
La géohistoire étudie notamment les effets de la mondialisation, de l'économie-monde (ou système-monde, concept développé dans les années 1970 par Olivier Dollfus et Immanuel Wallerstein), sur la création d'un espace mondialisé. Le capitalisme est à l'origine de la mondialisation des espaces, qui communiquent entre eux et sont dorénavant interdépendants, mais aussi d'une localisation plus forte des événements à cause de la concentration des espaces (notamment dans des villes). Elle connaît depuis quelques années une grande ouverture qui participe au renouvellement des méthodes, approches et pratiques .
La géohistoire est historiquement associée à l’histoire globale, ces deux disciplines ayant comme point commun leur positionnement épistémologique en faveur d’un changement d’échelles[Information douteuse].
Relèvent de la géohistoire plusieurs sous-champs de recherche en interférence, la métagéographie (en), l'histoire géographique et la géographie historique.